# Official Charts Company
The Official Charts Company (OCC), trước đây là Chart Information Network (CIN) và sau đó The Official UK Charts Company, biên soạn các bảng xếp hạng âm nhạc chính thức tại Vương quốc Liên hiệp Anh và Bắc Ireland, trong đó có UK Singles Chart, UK Albums Chart, UK Singles Downloads Chart và UK Album Downloads Chart, cũng như các bảng xếp hạng theo thể loại và bảng xếp hạng video âm nhạc.
Official Charts Company xuất bản các bảng xếp hạng của mình bằng cách thu thập và tổng hợp số liệu về doanh số đĩa từ các nhà bán lẻ thông qua công ty nghiên cứu thị trường Kantar Group. OCC nói họ kiểm soát 99% thị trường đĩa đơn và 95% thị trường album tại Anh.
OCC được vận hành đồng thời bởi British Phonographic Industry và Entertainment Retailers Association (ERA, trước đây là British Association of Record Dealers, BARD). Từ ngày 1 tháng 7 năm 1997, Chart Information Network (đổi tên thành OCC sau này) đã bắt đầu biên soạn các bảng xếp hạng chính thức. Trước mốc thời gian này, nhiều bảng xếp hạng khác nhau tại Anh được phát hành bởi các công ty nghiên cứu thị trường. Trước khi các bảng xếp hạng "chính thức" được sản xuất, nhiều bảng xếp hạng với mức độ toàn diện ít hơn đã được xuất bản, trong đó nổi bật nhất là các bảng xếp hạng của NME từ năm 1952. Một số bảng xếp hạng nói trên, cũng như các bảng xếp hạng đĩa đơn của NME, đã trở thành một phần chính thức trong lịch sử bảng xếp hạng của OCC.
Tất cả các bảng xếp hạng của OCC được công bố hàng tuần vào ngày chủ nhật, với dữ liệu là toàn bộ doanh số nhạc của tuần trước đó (chủ nhật đến thứ bảy). Các bảng xếp hạng theo thể loại bao gồm UK Dance Chart, UK Indie Chart, UK R&B Chart, UK Rock Chart và Asian Download Chart. Ngoài ra còn có các Scottish Singles and Albums Charts (bảng xếp hạng cho Scotland), Welsh Singles and Albums (bảng xếp hạng cho xứ Wales, nay đã ngưng phát hành), UK Budget Albums Chart và UK Video Chart.
Ngày 5 tháng 9 năm 2008, The Official UK Charts Company thay đổi tên gọi thành Official Charts Company, và cùng với đó ra mắt biểu trưng mới.